# Bryne
Bryne est une ville norvégienne située dans les communes de Time et de Klepp, dans le comté de Rogaland. Chef-lieu de la commune de Time, elle compte, en 2023, une population de 13 151 habitants.

## Géographie
Bryne est située sur la rive sud du lac Frøylandsvatnet (en) au sud de la ville de Stavanger , à environ 30 minutes en train. Elle fait partie des  communes de Time, dont elle est le chef-lieu, et de Klepp qui appartiennent au district traditionnel de Jæren, comté de Rogaland. La ville a une superficie de 5,66 km2 dont  4,44 km2 sur la commune de Time et  1,21 km2 sur la commune de Klepp .

## Étymologie
Le nom de Bryne vient du vieux norrois, brún, qui veut dire bord, œuf, et vin qui signifie prairie naturelle, nom lié à sa situation sur la rive du lac Frøylandsvatnet (en),.

## Histoire
Le territoire couvert aujourd'hui par la ville de Bryne était composée au XIXe siècle des fermes de Bryne, Rossaland, Re et Norheim. La ville actuelle nait avec la construction de la ligne de chemin de fer de Jær et la création d'une gare nommée Thime Station. Située à un carrefour commercial, Time stasjonsby grandit rapidement, il compte 100 habitants en 1880, 562 en 1900 et 2 100 en 1947. Une école laitière est créée en 1906 et le lycée national (Rogaland Landsgymnas) en 1924, cette école compte, en 2023, environ 1 500 élèves.
En 1913, un concours est lancé par une association pour renommer la commune, et parmi les 205 proposition reçues, le conseil municipal choisit Bryne qui devient le nom de la ville en 1921.
En 1949, les frères Kristian et Ingebret Søyland, qui dirigent la Bryne Jern og Treindustri  créent la Brøyt (no), la première pelle hydraulique dotée d'une transmission de puissance entièrement hydraulique et, en 1969, l'entreprise Trallfa, crée le premier robot pulvérisateur de peinture au monde.
En juin 2000, le conseil municipal de Time a décidé que Bryne aurait le statut de ville à partir du 1er janvier 2001

## Démographie
Bryne compte une population de 13 151 habitants en 2023 dont 11 131 sur la commune de Time et 2 020 sur la commune de Klepp.
| 1880 | 1900 | 1947  | 1960  | 1970  | 1980  | 1990  | 2012   | 2019   | 2023   |
| ---- | ---- | ----- | ----- | ----- | ----- | ----- | ------ | ------ | ------ |
| 100  | 562  | 2 100 | 3 164 | 4 759 | 5 995 | 5 307 | 10 514 | 12 202 | 13 151 |

## Culture
Le Centre Garborg, en norvégien, Nasjonalt Garborgsenter, a ouvert ses portes en 2012. Il s'agit d'un musée et d'un centre éducatif dédié au couple d'auteurs Arne Garborg et Hulda Garborg. Le centre est situé au sein du Forum Jæren, une infrastructure située près de la gare de Bryne. Il s'agit d'un bâtiment de 68 mètres de haut et de 20 étages comprenant des bureaux, un restaurant au dernier étage et des boutiques au niveau de la rue, ainsi que deux bâtiments plus bas qui abritent le Centre Garborg et la Bibliothèque du temps.

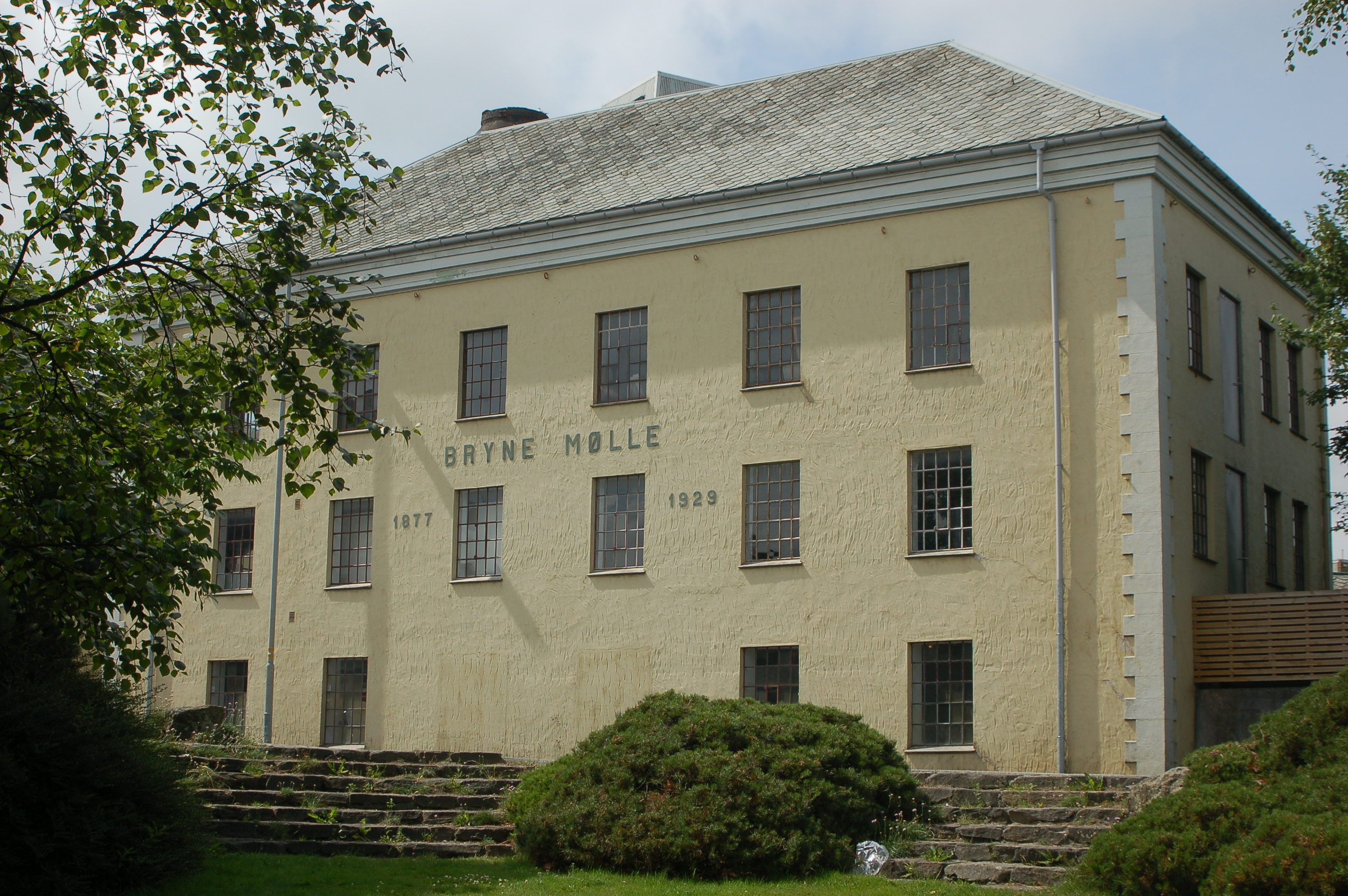
Le Bryne Mølle

Bryne Mølle est un ancien moulin aujourd'hui utilisé pour des concerts et des expositions d'art. Le moulin d'origine a brûlé en 1928. Le bâtiment actuel date de 1929.

## Transports
Bryne est traversé par la route départementale 44 (en), en norvégien la Fylkesvei 44. La gare de Bryne est desservi par des trains rapides en direction d'Oslo et de Stavanger, et de trains locaux en direction d'Egersund et de Stavanger.

## Sport
Le club de football du Bryne FK évolue en première division norvégienne de 1976 à 1988 et de 2000 à 2003. En 1987, l'équipe remporte la Coupe de Norvège et atteint à nouveau la finale en 2001. Il évolue à domicile au Bryne Stadion. Les clubs de football Kåsen IL et Rosseland BK sont également basés à Bryne.

## Personnalités liées à la commune
- Alf-Inge Haaland (1972-), footballeur
- Erling Haaland (2000-), footballeur, a grandi à Bryne
- Tuva Hansen (1997-), footballeuse
- Arne Garborg (1851-1924), écrivain, a grandi à Bryne
- Ketil Solvik-Olsen (1972-), politicien
- Hanne Sigbjørnsen (1989-), auteure de bande-dessinée